# BuckauQuartier

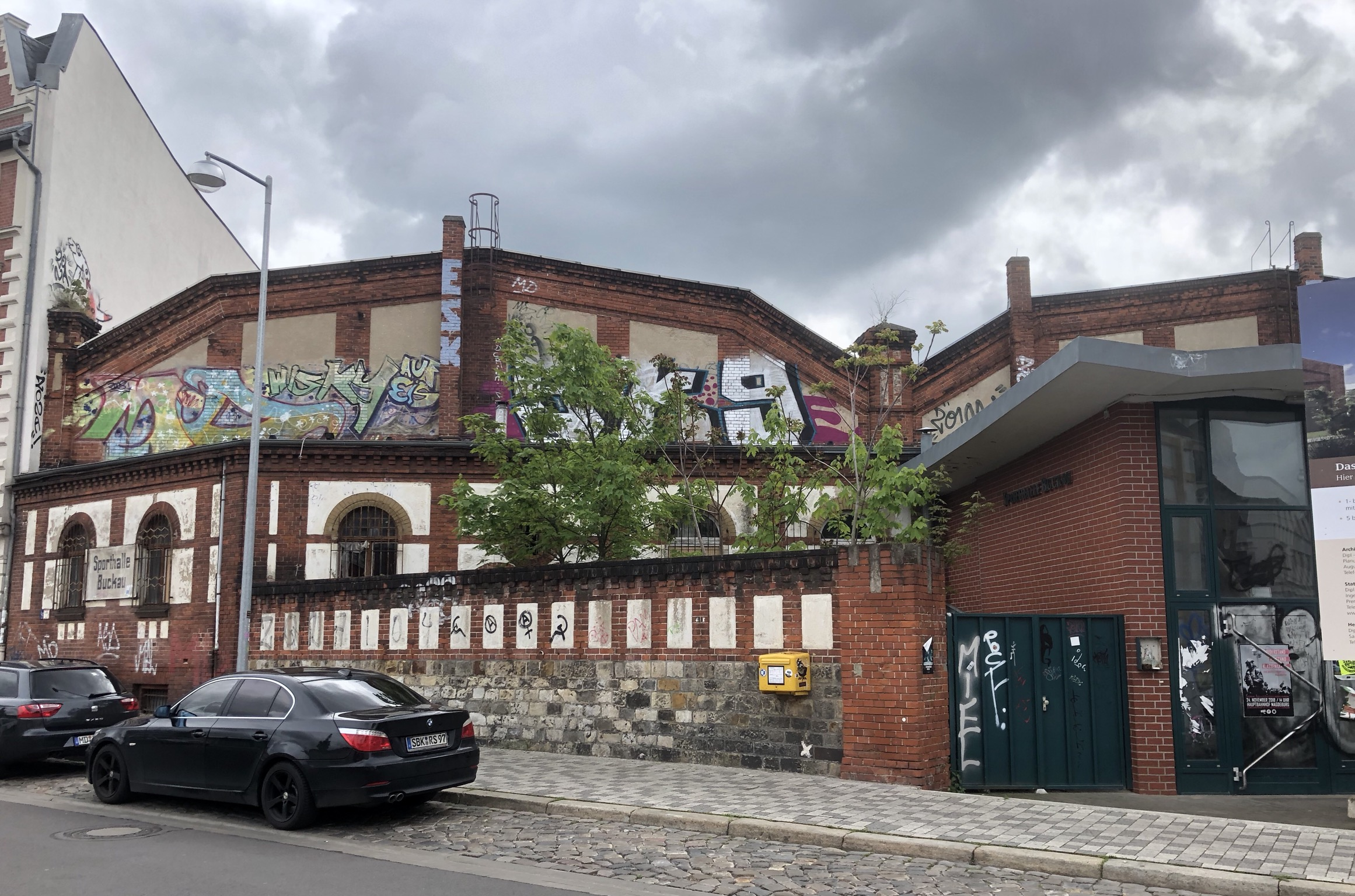
BuckauQuartier, Blick von Norden

Das BuckauQuartier ist ein denkmalgeschütztes ehemaliges Werkstattgebäude in Magdeburg in Sachsen-Anhalt.

## Lage
Es befindet sich auf der Südseite der Coquistraße an der Adresse Coquistraße 16 im Magdeburger Stadtteil Buckau. Östlich grenzt das gleichfalls denkmalgeschützte Wohnhaus Coquistraße 17 an.

## Architektur und Geschichte
Das Gebäude entstand als Lokwerkstatt der Königlich-Preußischen Eisenbahn-Hauptwerkstatt Buckau in der Zeit um 1900 bis 1905 als Ersatzneubau für eine ältere Lokwerkstatt. Andere Angaben nennen eine Errichtung um 1915 und eine Nutzung als Straßenbahndepot. Zuvor befand sich an diesem Standort eine Wagenhalle sowie die Weichenreparaturwerkstatt.
Sie wurde als zweischiffige verputzte Halle errichtet. Zur nördlich verlaufenden Coquistraße bestehen zwei große Flachgiebel. Die Fassadengliederung erfolgt durch Ziegel. Ein an der Straße befindlicher Vorbau weist in Rundbogenform ausgeführte Fenster und Okuli auf. Darüber hinaus ist er durch Lisenen gegliedert. Im Inneren wurde als genietete Fachwerkkonstruktion eine Mittelstützenreihe eingefügt. Es bestehen vieleckige in Trapezform ausgebildete Satteldachbinder. 
Als Kapazität wird für die Lokwerkstatt eine Zahl von 100 Lokomotiven angegeben. Nach 1945 wurde der Bau in Teilen als Sporthalle Buckau, zum Teil auch gewerblich bzw. als Lagerhalle genutzt.
Ab Ende 2019 ist ein Umbau zur Wohnnutzung geplant. Dabei ist eine Entkernung und nur der Erhalt der Fassaden vorgesehen. Es sollen in völlig neu errichteten fünfgeschossigen Querriegeln Wohnkomplexe, jeweils unterbrochen durch insgesamt fünf, nach oben geöffnete Innenhöfe entstehen. Die durch einen späteren Anbau verbaute südliche Fassade soll wieder frei gelegt werden. Insgesamt sollen 144 Wohnungen Ein- bis Vier-Zimmer-Wohnungen zwischen 44 und 144 m² entstehen, die überwiegend mit Terrassen bzw. Balkonen versehen sein sollen. Außerdem ist eine Tiefgarage mit 126 Stellplätzen unterhalb des Gebäudes geplant. Die Fertigstellung ist für 2021 vorgesehen.  
Im örtlichen Denkmalverzeichnis ist das Werkstattgebäude unter der Erfassungsnummer 094 71136 als Baudenkmal verzeichnet.